# Unión (udde)
Unión är en udde i Antarktis. Den ligger i Västantarktis. Argentina, Chile och Storbritannien gör anspråk på området.
Terrängen inåt land är huvudsakligen kuperad, men norrut är den platt. Havet är nära Unión åt nordväst. Trakten är glest befolkad. Närmaste befolkade plats är Bernardo O'Higgins Station, 5,8 kilometer norr om Unión.